# Minaj Schmyrou

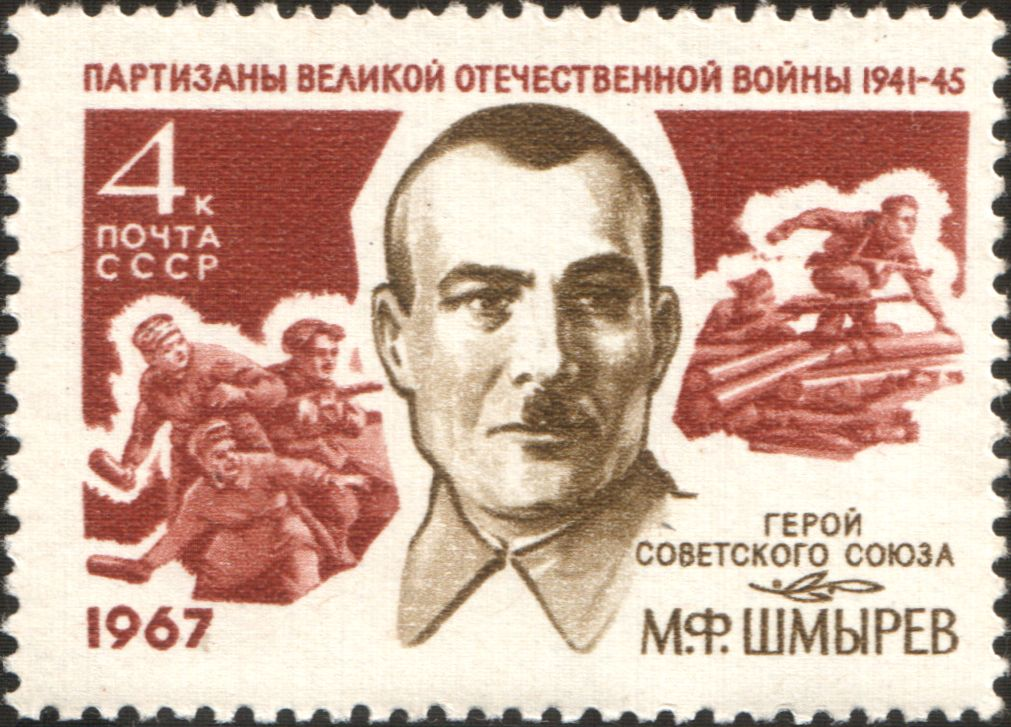
Briefmarke zu Ehren Minaj Schmyrous

Minaj Pilipawitsch Schmyrou (belarussisch Мінай Піліпавіч Шмыроў; * 23. Dezember 1891 in Punischtscha, Rajon Wizebsk; † 3. September 1964 in Wizebsk) war einer der Kommandeure der Partisanenbewegung in Belarus während des Deutsch-Sowjetischen Kriegs.

## Leben
Schmyrou wurde am 23. Dezember 1891 im Dorf Punischtscha in eine Bauernfamilie geboren, das im heutigen Rajon Wizebsk liegt. 1913 wurde er in die russische Armee einberufen und nahm daraufhin am Ersten Weltkrieg teil. Seit dem Jahr 1918 kämpfte er in den Reihen der Roten Armee während des Russischen Bürgerkriegs. Seit dem Jahr 1920 war er Mitglied der Kommunistischen Partei der Sowjetunion.
In den ersten Tagen des Deutsch-Sowjetischen Kriegs war Schmyrou einer der Kommandeure der Partisanenbewegung auf dem Territorium von Belarus. Am 9. Juli 1941 gründete man unter seiner Führung eine Partisaneneinheit im Dorf Pudot im damaligen Rajon Surasch. Im Juli 1941 vernichtete seine Einheit eine Kavallerieeinheit der deutschen Besatzer, zerschlug eine Wagenkolonne und brannte Brücken nieder. Im August und September 1941 nahmen Schmyrous Partisanen an 27 Schlachten teil und töteten über 100 feindliche Soldaten. Am 8. April 1942 wurde Schmyrous Einheit auf Anweisung des Zentralkomitees der Kommunistischen Partei von Belarus mit anderen Einheiten zur 1. Belarussischen Partisanenbrigade vereint, die ebenfalls unter seinem Kommando stand. Während des Krieges wurden Schmyrous vier Kinder sowie die Schwester und Mutter seiner Ehefrau von den deutschen Besatzern gefangen genommen und erschossen. Ab Oktober 1942 war er im Zentralen Stab der sowjetischen Partisanenbewegung vertreten.
Am 15. August 1944 wurde Schmyrou mit dem Titel Held der Sowjetunion ausgezeichnet. Er erhielt zudem vier Leninorden und den Rotbannerorden.
Nach dem Krieg wurde Schmyrou als Abgeordneter für den Obersten Sowjet der Belarussischen Sozialistischen Sowjetrepublik gewählt.

## Gedenken
In der Stadt Wizebsk ist ihm ein Museum gewidmet. Der belarussische Nationaldichter Jakub Kolas verfasste ein Gedicht mit dem Titel Für Vater Minaj (Бацьку Мінаю).